# Cephalaria media
Cephalaria media là một loài thực vật có hoa trong họ Kim ngân. Loài này được Litv. mô tả khoa học đầu tiên năm 1908.

## Hình ảnh

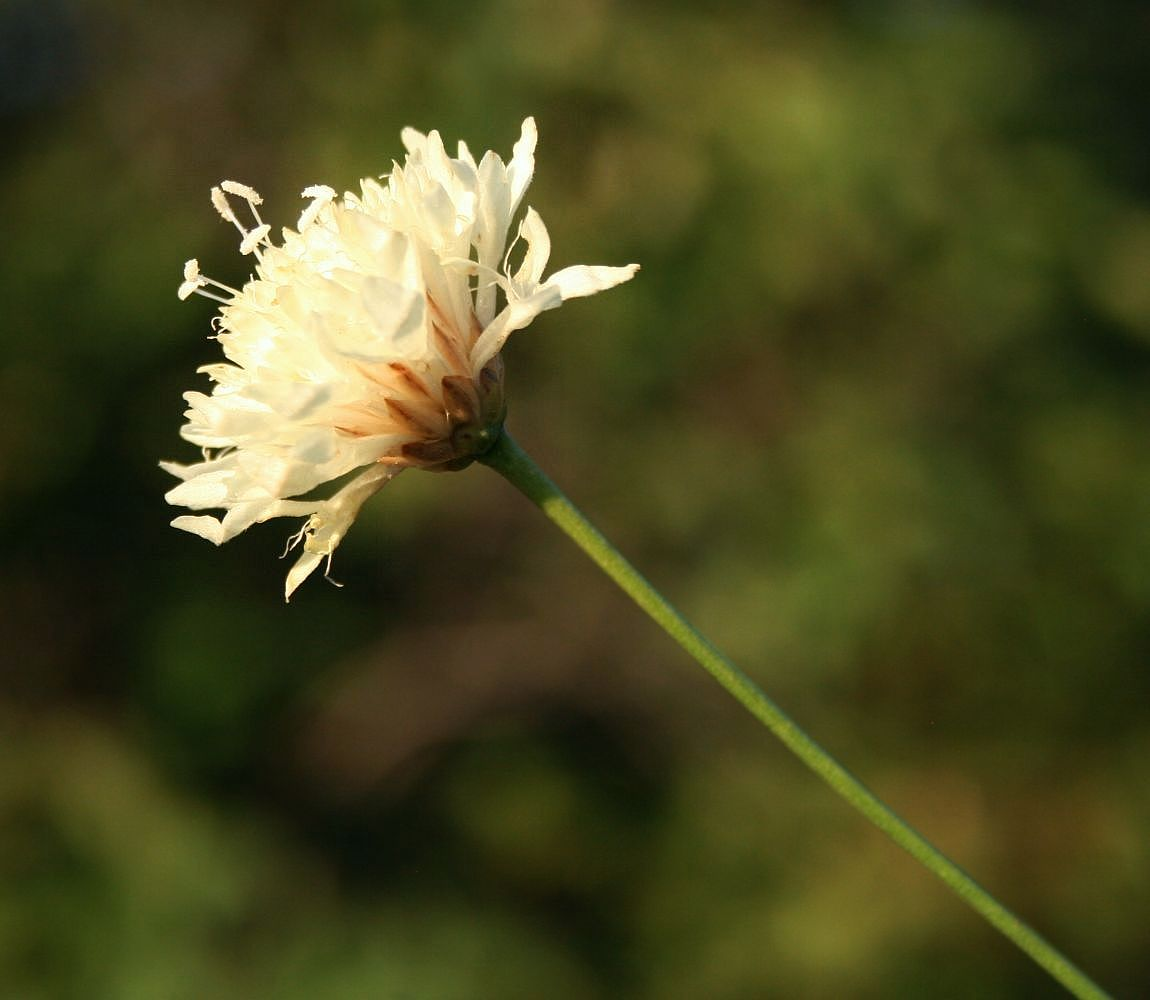
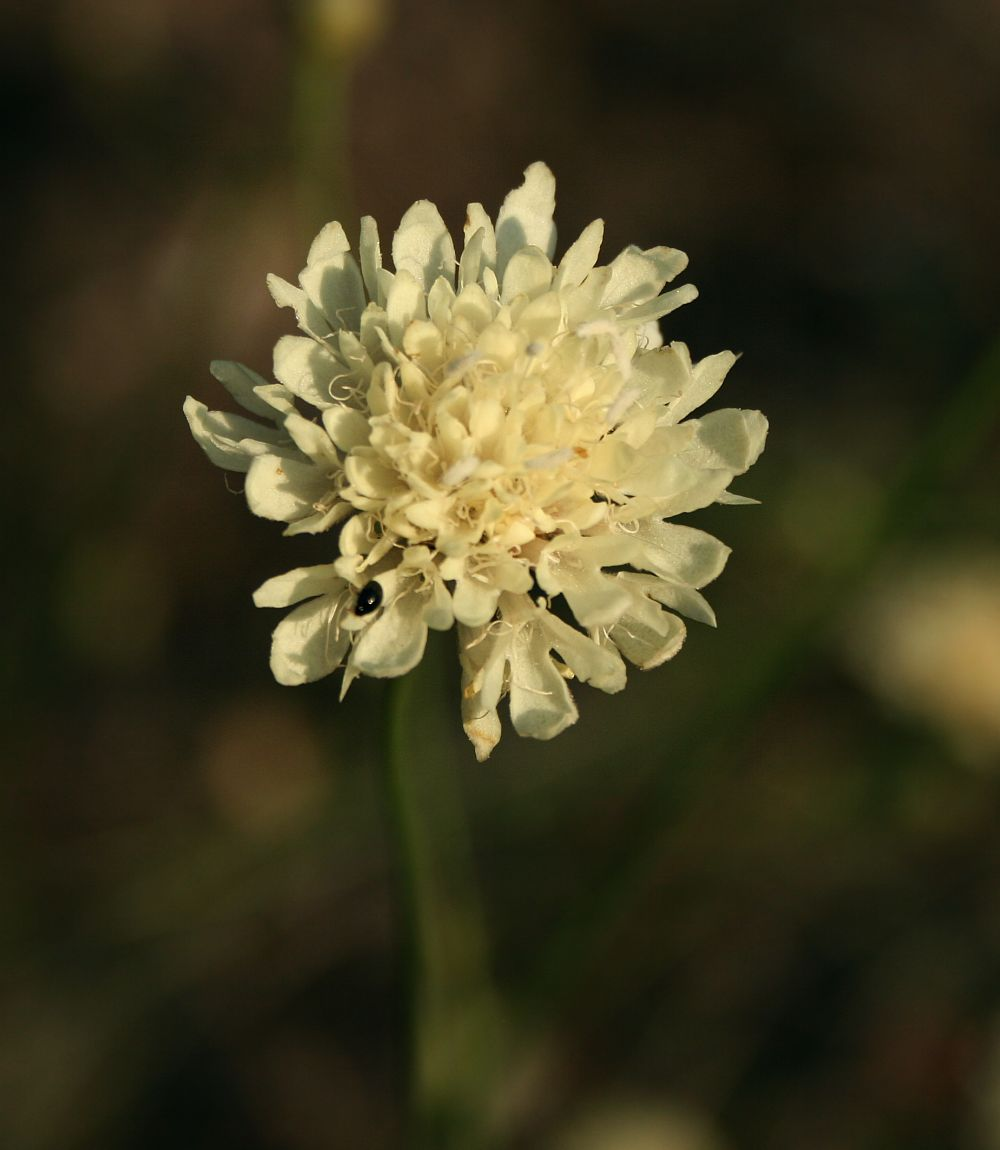
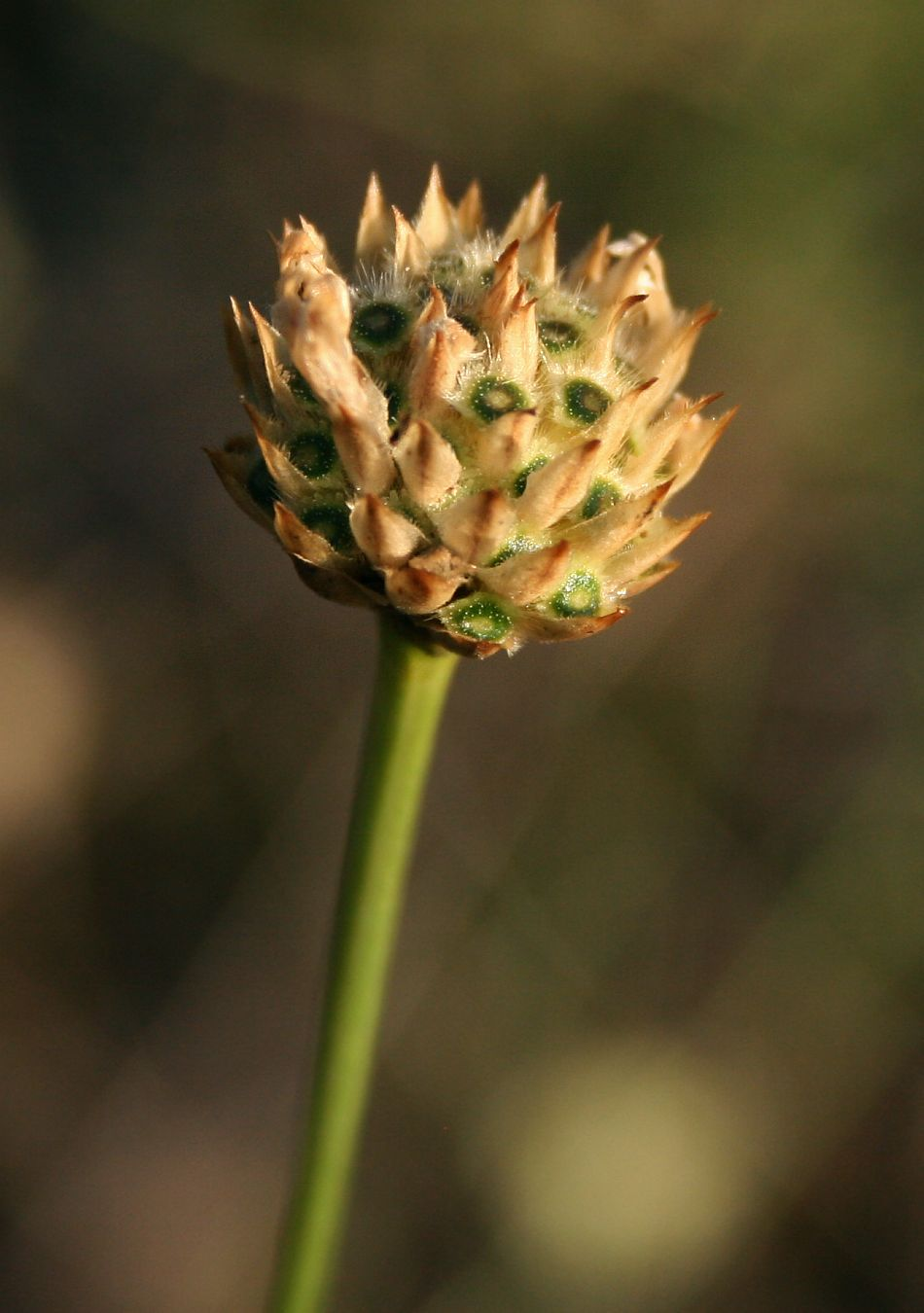
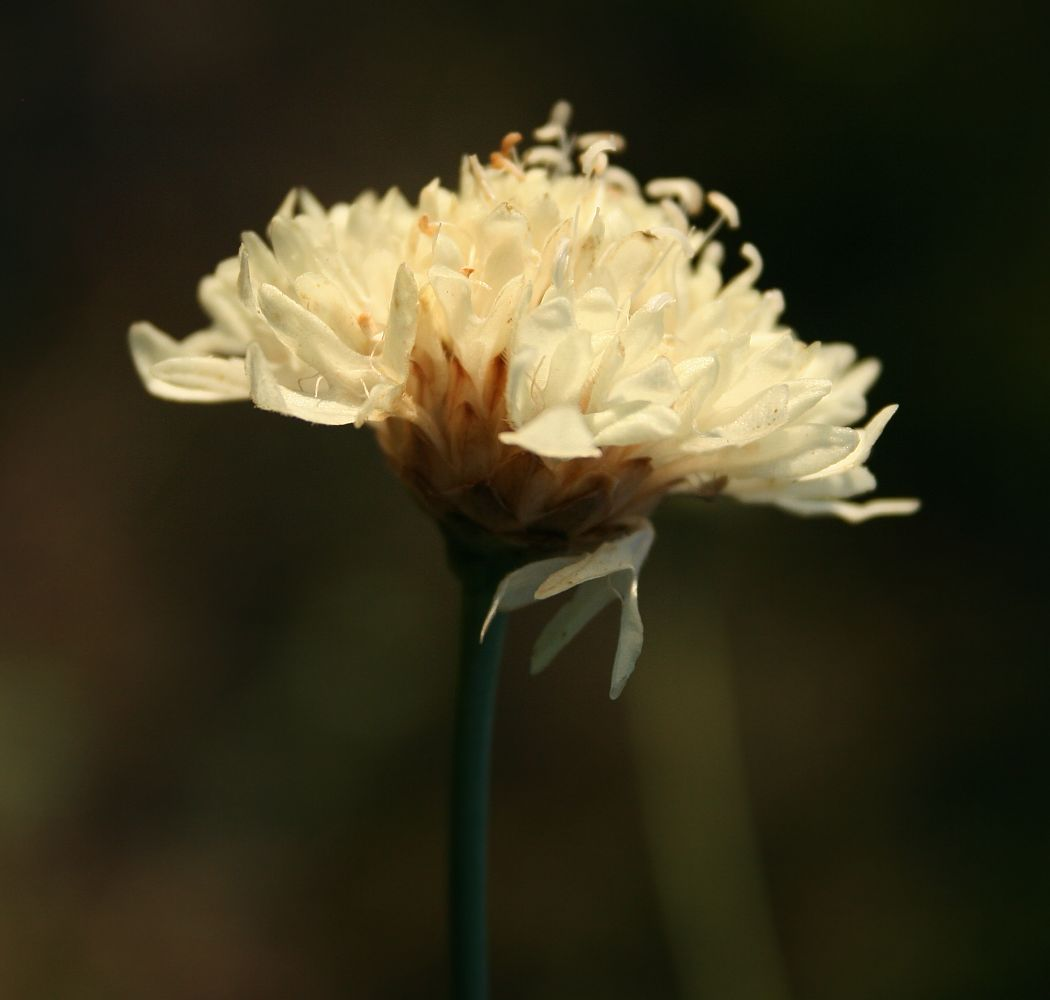